# Moncler
Moncler — итальянская компания, производитель одежды, обуви и других изделий, основана в 1952 году Рене Рамильоном. Наиболее популярной продукцией являются куртки и спортивная одежда. Слово Moncler — это аббревиатура названия города Монестье-де-Клермон, расположенного во французских Альпах.
В 2003 году бренд приобрёл итальянский предприниматель Ремо Руффини. Флагманский магазин Moncler располагается на улице Фобур Сент-Оноре в Париже.

## История
Название бренда в честь альпийского города не было случайным. С самого начала, Moncler производила ватные спальные мешки, дождевики и палатки с телескопической структурой и внешним покрытием. Первые ватные куртки изготовлялись для рабочих и, главным образом, делались для защиты от холода. Рабочие носили такие куртки поверх комбинезонов. Первым, кто оценил высокий потенциал бренда, был французский альпинист Лионель Террай. В сотрудничестве с Терраем бренд запустил линию одежды «Moncler pour Lionel Terray»: ватные куртки (пуховики), комбинезоны, перчатки, ультрапрочные спальные мешки. Экстремальная защита от холода у этих изделий делала их пригодной для самых суровых климатических условий. Все вещи регулярно тестировались во время экспедиций и постепенно улучшались.
В 1954 году ватные куртки Moncler были выбраны для итальянской экспедиции в Каракорум, которая завершилась покорением (впервые) второй вершины мира — горы Чогори. Восхождение совершили Акилле Компаньони и Лино Лачеделли, на обоих при этом были куртки Moncler. Компания также спонсировала французскую экспедицию на пятую по высоте и очень сложную для восхождения гору Макалу в 1995 году; была официальным спонсором экспедиций Лионеля Террая на Аляску в 1964 году.

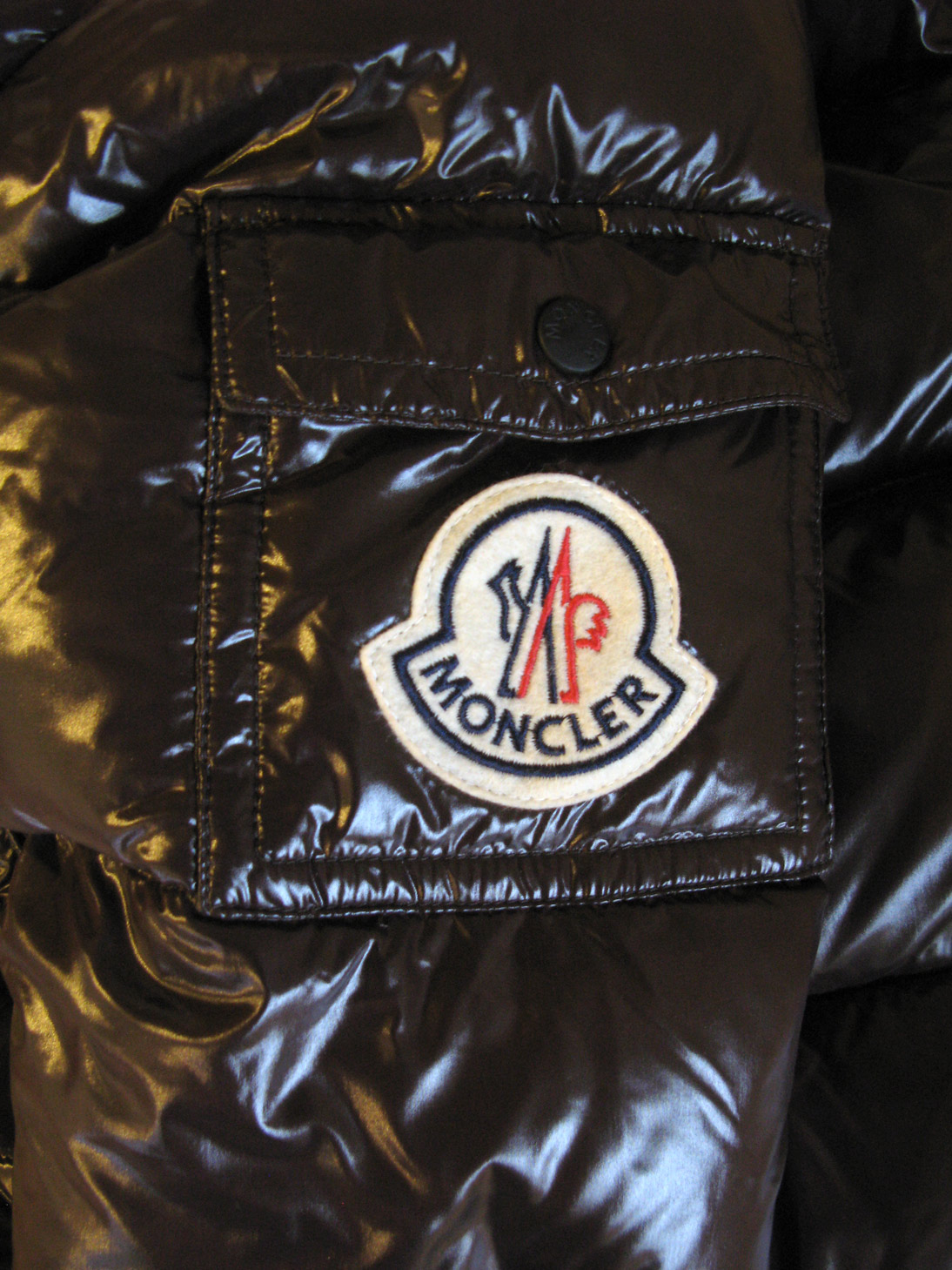
Логотип бренда на фирменной куртке

В 1968 году на десятых зимних Олимпийских играх в Гренобле Moncler стала официальным спонсором французской горнолыжной команды. Это событие также ознаменовало смену логотипа бренда: гора, возвышающаяся над деревней была заменена на петуха. Именно по запросу французской команды по горнолыжному спорту была создана новая модель ватной куртки: теперь она была однослойной, более удобной в движении и лёгкой, чтобы наилучшим образом соответствовать соревновательным требованиям. Изначально названная «Huascaran», после переименованная в «Nepal», с добавлением кожи, чтобы ткань не повреждалась во время катания на лыжах, новая модель куртки Moncler стала предвестником современных моделей, обеспечивших успех и известность своему бренду.
Шанталь Томасс, дизайнер, работавший в компании до 1989 года, пересмотрел внешний вид ватной куртки, заменив молнию на пуговицы, добавил меховую отделку, включил в состав куртки сатин.
В 2003 году Moncler была приобретена итальянским предпринимателем Ремо Руффини, ставшим директором компании, а также её креативным директором. Руффини разработал стратегию по продажам знаменитой куртки Moncler по всему миру.
IPO Moncler на итальянской фондовой бирже состоялось 16 декабря 2013 года, со стартовой ценой €10,20 за одну акцию. В первый день цена акций возросла на 47 %, увеличив таким образом рыночную капитализацию на примерно четыре миллиарда евро. В августе 2013 года Moncler принял на работу фотографа Энни Лейбовиц для съёмки рекламной кампании.
В 2020 году за 1,4 млрд евро была куплена итальянская компания Stone Island.

## Собственники и руководство
Ремо Руффини (Remo Ruffini, род. в августе 1961 года) — председатель совета директоров, генеральный директор и крупнейший акционер (24 % акций).

## Деятельность
Компания продаёт продукцию под двумя основными брендами: Moncler (86 % выручки) и Stone Island (14 %). Половина продаж приходится на Азию, на Европу, Ближний Восток и Африку — 35 %, на Америку — 14 %.
В списке крупнейших публичных компаний мира Forbes Global 2000 за 2024 год Moncler SpA заняла 1565-е место.

## Коллекции

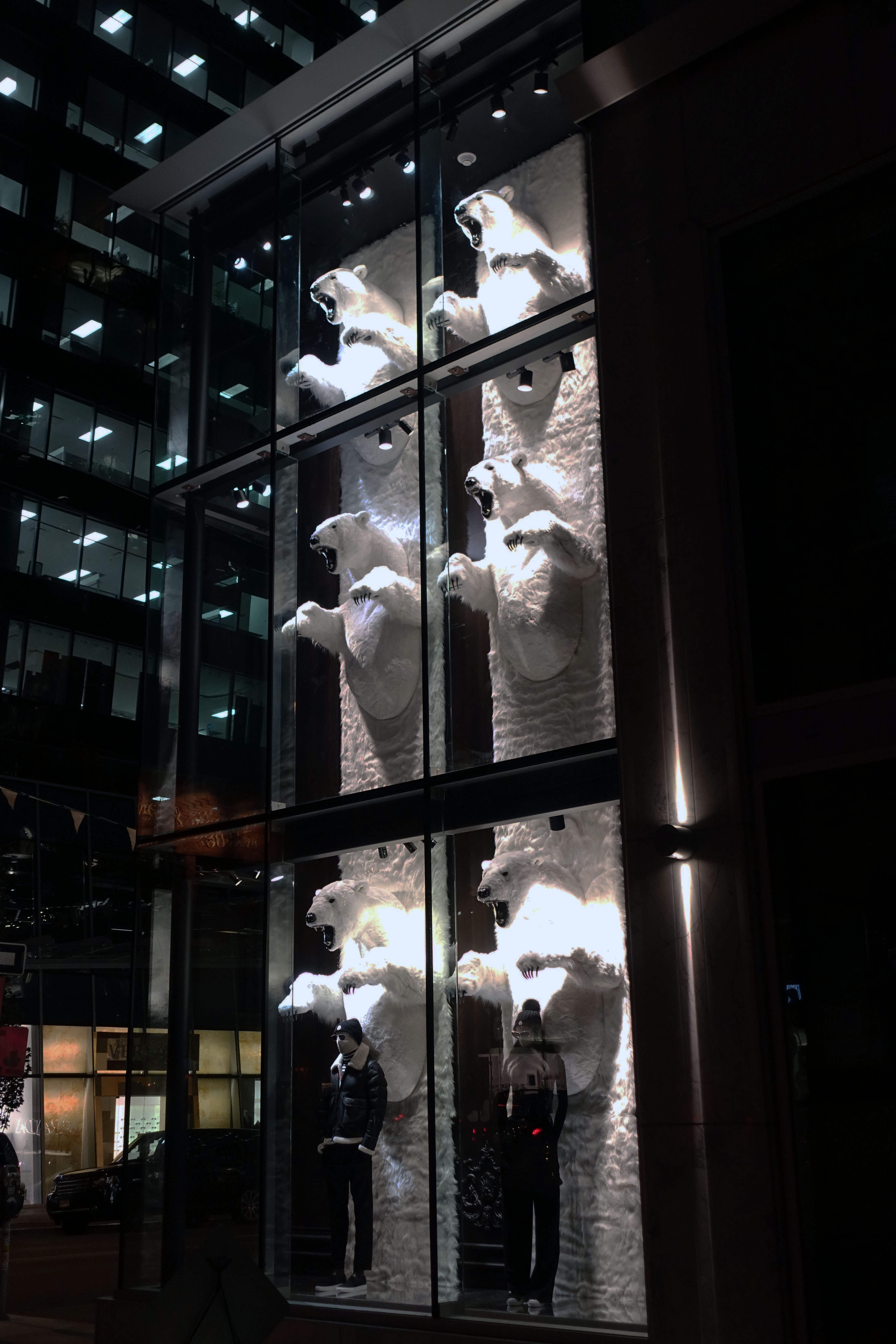
Витрина бутика Moncler в Ванкувере, 2016 год

- Moncler: главная линия мужской и женской одежды (с 1952 года)
- Moncler Enfant: одежда для детей
- Moncler Grenoble: коллекция дебютировала в Нью-Йорке в 2010 году на нью-йоркской неделе моды
- Moncler Gamme Rouge: линия высокой моды, дизайнером которой являлась сначала Алессандра Фаччинетти, а после — Джамбаттиста Валли. С 2008 года, коллекция презентуется на парижской неделе моды.
- Moncler Gamme Bleu: мужская коллекция, дизайнером которой выступает Том Браун, презентуется на миланской неделе моды.
- Moncler Lunettes: линия солнцезащитных очков, созданная Фаррелл Уильямсом в августе 2013 года
- Moncler O: Коллаборация с брендом Off-White и его исполнительным директором Вирджилом Абло
- Moncler C: Коллаборация с британским дизайнером Крейгом Грином

## Подделки
Moncler часто встречается среди подделываемых вещей. Отмечено несколько случаев продажи поддельных вещей Moncler через неофициальные интернет-магазины. В ответ на это Moncler разработала систему верификации, по которой можно проверить аутентичность продукта.